# برینفیدر
برینفیدر (انگلیسی: Brainfeeder) شرکت نشر موسیقی آمریکایی است، که در سال ۲۰۰۸ تأسیس شد.